# 國共關係
國共關係是指中國國民黨與中国共产党之關係。
1923年國民黨總理孫中山與蘇聯代表越飛在簽訂孫越聯合宣言後，並在蘇聯控制的共產國際的要求下，允許中共黨員以個人身份加入國民黨（第一次國共合作），但在1927年发生分裂。对于此次分裂的原因，國民黨認為，加入国民党的中共党员按照孙越宣言中的安排，应接受國民黨的領導，實現國民革命，但中共力圖破壞國民革命，反對國民革命軍北伐，並在北伐光復南京後發動暴動，因而引發國民黨清黨；共產黨则認為，三大政策（或稱新三民主義）的親蘇聯政策的施行是國共合作的重要基礎，國民黨右派拋棄聯俄容共的三大政策，導致革命的失敗，中共方面為了堅決擁護三大政策，不得不向國民政府進行反擊。
1927年分裂之后，两黨进行了武装对抗，西安事變後國民黨被迫與共產黨联合抗日，為日後內戰埋下隱憂。至1946年內戰爆发，直至1949年共产党在北京市建立其主导的中华人民共和国政府。1950年後，國民黨全面丟失中国大陆的統治權，中华民国政府遷往臺灣，長期奉行反共的政治意識形態，此后双方进行了多年的武装对峙，并在国际层面上争夺对中国的代表权。在台湾实现民主转型、2000年国民党首次丟失执政权后，轉為改善與共產黨的關係，2005年兩党领导人首次会面後，两党关系成为海峡两岸关系中大陆和台湾之间的联络管道之一。

## 国共创党初期

### 中國國民黨
1894年，興中會在檀香山成立，並先後改組為中國同盟會、國民黨、中華革命黨。1919年，孙中山将中華革命黨改組為中國國民黨。

### 中国共产党
1921年，中国共产党在上海成立。

## 第一次国共合作 (1923-1927)
第一次国共合作發生於1920年代。开始時，中国国民党与新興之中国共产党合作，后因与中国共产党政见分歧，中国国民党旨在建立由中国人独立主政之民有、民治、民享之民主共和国，而中国共产党旨在建立由工人阶级领导的共产主义国家。三民主义与共产主义的不可调和，加上不愿其他党派扰乱当时混乱局面，所以采取排共政策。后来，中国共产党提出建立「反帝反封建」，要与中国国民党合作，組成「革命统一战线」。1922年7月，中国共产党在二大提出实行“党外合作”（即所有合作均不涉及党内事务），但共产国际驻华代表马林却倡议实行“党内合作”（即中国共产党员以个人身份加入中国国民党），把中国国民党改造为各革命阶级联盟。当时得到中国共产党接受。當時中国正处于军阀割据时期。1921年12月，共产国际代表马林得到孙中山同意，在张太雷陪同下前往孙之桂林大本营停留9天，与孙三次长谈，广泛接触中国国民党其他领导人。之后马林提议中国共产党应该与中国国民党合作。
1922年9月，经张继介绍，孙亲自主盟，陈独秀、李大钊等先后正式加入中国国民党。
1923年1月，孫中山與蘇聯代表越飛在上海會談後，發表聯合宣言或稱孫越宣言，文中言明“共產制度不適用中國、蘇拋棄對中國的不平等條約與特權、東北鐵路問題由中蘇雙方協商解決、蘇無意使外蒙脫離中國因此駐蒙蘇軍不必立即撤出”，開始聯俄容共。2月，派廖仲愷與苏联談判，8月又派蔣中正到蘇聯考察軍事。10月，共產國際派米哈伊尔·马尔科维奇·鲍罗廷為顧問，負責改組國民黨。
1923年6月，中国共产党第三次全国代表大会确定全体中国共产党党员以个人名义加入中国国民党，并与中国国民党建立「革命统一战线」的方针。1924年1月20日至1月30日，孙在广州召开了中国国民党第一次全国代表大会。大会通过聯俄容共方針，选出中国国民党中央执行委员会，中国共产党党员李大钊、谭平山、毛泽东、林祖涵、瞿秋白等10人当选为中国国民党中央执行委员或候补执行委员，约占委员总数1/4。标志着第一次国共合作正式建立。
会后，在中国国民党中央党部担任重要职务之中国共产党党员有：组织部长谭平山，农民部长林祖涵等。随后，中共假名合作而於國民黨內部進行分化與發展，之後國民黨內所謂的左派右派稱號也是中共分化之下而來。
軍事部分在蘇聯援助下，1924年5月在廣州黄埔建立黃埔軍校。蒋中正任校长，廖仲恺任党代表，周恩来任政治部副主任。黄埔军校政治教育和军事训练並重，參照蘇聯軍事制度，注重培养爱国思想和革命精神。成立黄埔军校，为国民革命军奠定基础。

## 國共分裂
第一次国共合作，加速了中共的發展。但1925年3月孫中山去世後，國民黨内派閥蜂起，国共合作逐漸出現動搖，蘇聯加速透過中國共產黨分化國民黨。6月23日沙基慘案（沙面事件），省港罷工會本為国民党左派領袖廖仲愷領導，但實為共黨所主導，8月20日廖仲愷被暗殺，蘇聯顧問鮑羅廷指稱反共的右派领袖胡漢民涉嫌主谋而迫其下台。1925年11月23日，谢持、邹鲁等中国国民党元老在北京西山碧云寺召开“中国国民党一届四中全会”，宣布分共。
1926年1月，中国国民党第二次全国代表大会召开，蔣二次東征結束回粵提出北伐，汪精衛表示贊成，鮑羅廷則無異議，否认西山会议，谢、邹等人被开除党籍，但不久後北伐計劃突然遭蘇顧問季山嘉拒絕，二月、三月也都被拒（這導致了後來的中山艦事件），汪精衛也配合蘇聯抵制北伐（蔣汪之間的私下談話很快就被季山嘉得知可見）。3月，发生「中山舰事件」代理海軍局長的共黨黨員李之龍矯令將中山艦自廣州開回黃埔裝滿燃煤，並於隔日開回廣州圖謀不軌，20日清晨蔣介石清除國民黨內共黨分子，並讓國民黨拿回軍政大權。5月，蒋中正在中国国民党二届二中全会上提出「整理党务案」，限制中国共产党在中国国民党内任职比例，鮑羅廷亦表示同意配合，這時才讓北伐成為可能。7月北伐後，国民革命军總司令蒋中正地位快速上昇。中國共產黨在中國國民黨內及軍隊政治部發展，中國國民黨内矛盾逐漸增加。
1926年10月，湖南、湖北发生農民運動。“打土豪，分田地，一切權力歸農會”。當時，毛澤東代表到湖南了解情況，並寫下《湖南農民運動研究報告》。報告讚揚農民的群眾運動，指出「矯枉必須過正」、「革命不是請客吃飯、做文章……」、「革命就是一個階級推翻另一個階級」。中共湖南區委在1927年寫給中央的報告中說：“在此社會群向農運進攻之包圍中，我們亦自認現在農運的確是太左稚，於是通告禁止農協罰款捕人等事，而且限制區鄉農協執行委員，皆須現在耕種之農民擔任，對於罰款、逮捕之人，皆須掃除。幾乎不自覺的站到富農、地主方面而限制貧農。自潤之同志自鄉間視察歸來，我們才感貧農猛烈的打擊土豪劣紳，實有必要⋯⋯”
1927年3月國民黨二屆三中全會(3月10日至17日)後，其執監委暨候補委員八十名中，共產黨員約居三分之一，親共之左派亦居三分之一，中國國民黨中央黨部各部部長暨其秘書，中國共產黨員亦佔一半以上，至此國民政府已由蘇聯顾问与共產黨势力全權把持。鮑羅廷並在武漢成立了「中國國民黨中央執行委員會暨國民政府委員會臨時聯席會議」，憑藉掌握中國共產黨與中國國民黨左派進而取得政治主導權，以所谓「提高黨權」、「反對軍事獨裁」、「打倒新軍閥」為理由，於1927年3月10日，中國國民黨二屆三中全會通過《統一黨的領導機關決議案》，通過了「統一革命勢力」、「統一黨的領導機關案」等反蔣方案，隨即在蔣中正北伐途中剝奪了蔣的主席職務，將其降為普通委員。。蔣在南昌發表《告黃埔同學書》，表明不接受該決議。面對親蘇勢力倒蔣，蔣中正決計和共產黨斷絕關係，於是同剛剛回國的汪精衛商討發動清黨工作，驅逐蘇聯顧問，同共產黨決裂。汪精衛提出避免過激的解決辦法，建議蔣親自去武漢规劝說服共產黨，把國民政府和黨部遷到南京。
1927年4月初，中国國民黨右派在上海開會，會上提出「共产党连结容纳于国民党之共产党员，同有谋叛证据」。汪精衛回國後，以中間派出面領導武漢政府。4月6日，張作霖在得到公使團同意後，派遣中國軍警突袭北京的苏联大使馆、遠東銀行、中東鐵路辦公處，逮捕了在內躲藏多時的58名中國人，包括中國共產黨主要創始人之一李大釗，向外界公開查獲的共產國際發來大量指示、训令、颠覆材料（與馮玉祥合作颠覆文件、紅槍會及煽動農民的紀錄、中國共產黨文件等，「蘇聯陰謀文證彙編」），證實蘇聯全面指揮顛覆中國政府運動。。蘇聯與中國共產黨則強烈譴責中國國民黨粗暴侵犯蘇聯使館尊嚴，並稱此事件乃「帝國主義的挑撥，中國政府已淪為帝國主義者的工具」。4月12日，中国國民黨右派及蒋中正正式與中国共产党決裂，先後在上海、廣西、廣州等地搜捕中国共产党員與蘇聯要員，中国國民黨稱為「清黨」。4月18日，南京成立國民政府，汪兆銘則不同意清黨，南京與武漢一度分裂（寧漢分裂）。南京國民政府發令通緝中国共产党要員約二百人。4月19日，蘇聯召回北京駐華代辦及大使館職員。史達林在事後坦承以中國共產黨來分化國民黨為錯誤之舉。
7月15日，武漢方面汪精衛在瞭解鮑羅廷與中國共產黨合謀奪取政權的計劃後，亦開始和平分共。

## 第一次国共内战 (1927-1936)
1927年8月1日，中國共產黨舉行南昌起義，打響武裝反抗中國國民黨的第一槍:4922。全面攤牌，進行武裝暴動。國共第一次合作至此破滅。中國共產黨幾天後敗逃，隨後數月先後在湖南、廣東、江蘇及浙江等地推行暴動，均告失敗。9月，毛澤東在湖南發動秋收暴动失敗，率殘部進入江西及湖南交界之井岡山建立根據地。
1928年濟南慘案，中国军民6123人罹難，1701人傷殘，蔣介石卻下令北伐軍“忍辱負重”，撤出濟南，繞道北伐。最後，在蔣懲辦參戰主要中國軍官之後，日軍退出濟南:740-742。1928年，中国共产党在朱毛會師后不断发展壮大，在湘赣粤闽等地建立起多个“苏区”:50。
當時國民革命軍北伐，隨後在1929年爆發蒋桂战争及1930年爆發中原大戰，無暇顧及中国共产党之發展。1929年，中华民国与苏联在东北之中东路事件，东北军损失巨大，张学良签订《中苏伯力会议议定书》。此举暴露中国东北军外强中干，日本关东军有信心在东北采取行动。
1931年起，留俄国际派掌控中国共产党大权，观念和目标并不切合中国实际状况，仍然高倡无产阶级革命，企图占领都市，继而使各省独立。1931年11月7日，中国共产党于苏联国庆日在中央苏区创建中华苏维埃共和国，定都江西瑞金。
中国共产党得以喘息及擴張，1930年在贛南，閩西及湘，鄂，豫，皖等邊區建立蘇維埃區，並於1931年11月，在江西瑞金建立中華蘇維埃共和國臨時中央政府。第一次國共合作完全破裂，兩黨進入圍剿與反圍剿階段。1931年11月7日，中华苏维埃共和国臨時政府成立；12月，共產國際指示，謂推翻中國國民黨為反對日本帝國主義與一切帝國主義之民族革命戰爭之先決條件，必須發展罷工運動，領導學生運動，號召士兵與民眾，聯合反帝國主義與中國國民黨:620。1932年1月，蔣介石稱「抗日必先勦匪，攘外必先安內，安內以攘外，剿匪以抗日」:121。1932年4月15日，中华苏维埃共和国临时中央政府对日宣战。
1933年10月，國民政府動員近100萬國民革命軍圍剿中國共產黨控制之農村根據地，迫使中国红军向陕甘宁边区长征。11月22日，由陳銘樞等中國國民黨黨內反蔣左派發動閩變。12月3日，中国共产党召开第一次军事领导人会议，讨论是否要派兵支援国民革命军第十九路军，会后因十九路军曾参与第二、第三、第四次围剿，中共中央12月5日決定不支持中华共和国人民革命政府:65-68。
1934年1月13日，中華共和國人民革命政府被国民政府平定，存在僅53天。10月，中国工农红军突圍，展開二萬五千里長征，一年後抵達陕北，剩下一萬多兵力。中国國民黨派張學良東北軍到陝西，繼續圍攻。
1935年中共北平临时市委的彭涛等人通过「北平学联」发动反对蒋介石“攘外必先安内”，要求“停止内战、一致对外”的一二·九学生运动。目标之一就是反对成立冀察政务委员会。

## 第二次国共合作 (1937-1945)
第一次国共内战期间，蘇聯对中共指示應聯蔣抗日。國民政府採安內攘外方針，也遭到中國地方軍閥的反對。張學良發動西安事變挾持蔣中正，國民政府被迫放棄對內統一的政策，進行第二次国共合作。

### 中國國民黨
中国国民党在面對日本軍事步步逼進，在抗日情緒高漲的壓力下，蒋中正也对其先安內后攘外政策作出调整，願意和中国共产党商討共同抗日。1935年11月，中国国民党第五次全国代表大会后，蒋中正对进行中之中日外交谈判采取了强硬态度；调整了对苏联之政策。与此相联系，蒋在1935年11月提出“打通与共产党的关系”。
1935年10月，中國共產黨《中央為目前反日討蔣的秘密指示信》比「八一宣言」又前進一大步:422。指示信認為中國社各階級政治態度和1927年時「大不相同了」：廣大小資產階級、一部份民族資產階級及一些中國國民黨軍官政客也反蔣反日；一些中國國民黨將領不願當亡國奴和日本走狗，又為士兵群眾威脅，要另圖生路:422。總之「目前中國革命的社會基礎大大的擴展了」:422。指示信提出：黨之策略方針是廣泛之統一戰線:422。全黨要充分認識：「不管什麼階級（從工農起資本家止），若果他們不願做亡國奴，願盡一點救中國的義務，中國共產黨願與之聯合以同策謀抗日反蔣行動」；「不管什麼黨（從生產黨至社會民主黨、國家主義派止），若果他們願意做任何反日反蔣的活動，有一點救國救亡的情緒時，中國共產黨都願意很誠意誠懇的與之統一戰線以共同擔負起救中國的責任」:423。
在此情况下，从1936年初开始，国共两党间打破长期对立僵局，通过多种管道，双方派出代表，进行秘密接触。中国国民党要求“合作抗日”与中国共产党沟通，互相了解，为两党正式谈判开辟道路。1936年11月23日，全国各界救国联合会执行委员等七人被國民政府逮捕。最後，中共派周恩来到西安與中國國民黨商解決問題，在宋子文、宋美齡斡旋下，蔣放棄「攘外必先安內」的基本國策而獲釋，國共兩黨表面上聯合抗日，成爲日後影響中國抗日戰爭與國共內戰關鍵因素之一。中國一切階級都日益認識到，進一步對日本屈膝妥協，對中國一切階層都將意味着毁滅:11。
1936年12月12日，张學良、杨虎城趁國民政府軍事委員會委員長蔣中正親自到西安指挥剿共之机，發動西安事變，对蔣“兵谏”，震惊中外。蔣最終在宋美龄、周恩来斡旋下獲得釋放。中共在西安事變後樂觀認為：「目前只要三方面團結，真正的硬一下，使中央軍不敢猛進，有可能釋放張學良，完成西北半獨立之局面。」:37最終在蘇聯介入下中共暫緩抗擊國民政府，使国共两党间长达10年之内战基本停止，使國民政府與中國共產黨進行第二次國共合作。國民政府加強控制西北。
由於張學良、楊虎城二人造成西安事變，中國共產黨得以復甦，早於1937年2月，接受西安行營主任顧祝同收編。2月9日至9月下旬，国共两党代表先后在西安、杭州、庐山和南京等地举行6次谈判。经过7个多月反复商谈，中国共產黨同意結束分離主義、暫緩階級鬥爭運動:217-221。
8月6日，日军占领下的北平政府成立后，8月20日冀察政務委員會被解散。8月20日至25日，中国共产党召開洛川會議，確立中共抗戰方針:32：“創造根據地，牽制消滅敵人，配合國民黨軍作戰，保存和擴大紅軍，爭取共產黨對「民族革命」戰爭的領導權。”同日，毛澤東則命令八路軍跨越山西至河北，支持傅作義部隊作戰，卻事後透過無線電告知前線指揮官，早先命令純粹為宣傳，事實上八路軍應盡量放慢移動速度，「每天移動五十里（徒步25公里），每行軍三天，休息一天。」8月22日，發佈收編投誠之中國共產黨命令如下：任命朱德為國民革命軍第八路軍總指揮，彭德怀為副总指挥；共轄3個師，其兵額為20,000人。軍事委員會並指定第八路軍列入第二戰鬥序列，歸閻鍚山指揮，開赴晉北作戰。任弼时任八路軍政治部主任陝甘寧邊區政府則由林祖涵與張國燾充任正副主席。
9月6日，國民政府軍事委員會命令，將中國共產黨軍隊改編為國民革命軍第八路軍，朱德任總指揮。国民革命军第八路军共计4.5万人，上设总指挥部。國民政府通過「根絕赤禍案」，承认陕甘宁边区政府，停止軍事剿共，為国民革命军第八路军撥發軍餉。
9月22日，國民政府發表中國共產黨共赴國難宣言。中國共產黨向國民政府提出「為進兩步而退一步」之四項諾言如下：（一）孫中山先生的三民主義為中國今日之必需，本黨願為其徹底實現而奮鬥；（二）取消一切推翻國民黨政權的暴動政策及赤化運動，停止暴動政策及赤化運動，停止一切以暴動沒收地主土地的政策；（三）取消現在的蘇維埃政府，以期全國政權之統一；（四）取消紅軍名義及番號，改編為國民革命軍，受國民政府軍事委員會之統轄，並待命出動，擔任抗日前線之職責。中国国民党中央通讯社公布《中共中央为公布国共合作宣言》。新四軍成立，袁国平任政治部主任，张云逸任参谋长，司令员為陳毅、张鼎丞、張雲逸（兼）、高敬亭。9月23日，蔣委員長發表談話，盼中國共產黨真誠一致，為禦侮救亡而努力。蒋发表《对中国共产党宣言的谈话》，宣布承认中国共产党合法。至此，第二次国共合作形式上完成。9月山西爆发太原会战，至12月中华民国南京保卫战，國民政府撤退到重慶。随后日军上海派遣军（後改稱華中派遣軍）司令官是松井石根下令「南京大屠殺」，杀戮最严重的是第六师团师团长是谷寿夫。南京大屠殺持续数月，殺害中国平民和战俘30萬以上（远东国际军事法庭统计为26萬人以上），借此打击中國民眾士氣。早在1937年12月，李服膺因為從陣地上撤退在山西被槍決:122。
1938年1月，中國召回駐日大使:119。1月16日，日本內閣總理大臣近衛文麿宣讀決定：「日本政府不承認國民政府作為調整中日關係的談判的另一方，而要通過軍事行動推翻那個政權，以期出現一個新的中國政權，作為這種談判的一方。」；國民政府重申長期抗戰之決心:119。第七战区司令長官余漢謀部退至粤北地区。中國政府作戰中心遷往重慶市繼續抵抗。5月10日，日本海軍佔領華南福建沿海廈門市:174。日本軍事預算已達40億日圓，5月21日，德國軍事顧問從中國撤走:176-177。6月至10月的武汉会战，是1944年以前，中国抗日战争中规模最大的会战，参战日軍达30多万人，国民革命军达110万人。10月武汉会战结束后，中日双方进入相峙阶段。会战中，侵华日军损失近20万人，由此丧失战略进攻能力。中国军队大部份脱离战场，安全撤退，一部（桂系主力）留在大别山区敌後坚持游击。10月25日，湖北重鎮武漢三鎮相繼陷落。日軍在占领武汉和广州後，转入休整，因战线拉长，无力作進一步大規模戰略進攻。由於綿延上千公里的戰線以及後方游擊隊等因素，日本對中國採用“分而治之”的政策，扶持汉奸成立效忠日本的傀儡政權。
日本將建立“大東亞新秩序”的部分義務由中國分擔，透過德國駐華大使陶德曼調停（詳見陶德曼調停），藉以從側面誘導國民政府和談，並承諾和談成功後廢除在華不平等條約，歸還租界。然而在内面临战局不利外受到列强压力的困局下，蒋中正对抗战始终未有动摇，坚持抗战到底，其夫人宋美龄亦以三国时期之赤壁之战曹操劝降孙权为例子，劝告蒋切勿听信日本人，而务必坚持民族大义。日本占领中國大片國土，並继续施行「以華制華」的策略，建立汪精卫国民政府；重庆国民政府則以中国西南地区為大後方抵抗。期间日本对中华民国战时首都重庆大轰炸。
1939年9月，第二次世界大战爆发，歐美各國放棄將法西斯國家力量引向蘇聯的企圖，支持中國國民政府抗戰，反對中日和談。1939年年底，日军开展“桐工作”，试图与国民政府接触求和，国民政府派军统局特工予以应付。然而，1940年6月22日，法國宣佈投降，德國組織空襲英國，世界各地戰況均有利於法西斯，中國這時也出現廣泛悲觀傾向。到1940年年底，和谈仍无实质性结果，日方最终中止了和谈工作。
1940年起，有說法表明中共根據地開始從事特货鴉片種植銷售，1942年鴉片收入成為中共邊區經濟最重要收入來源，1944年更達到總財政收入30％的規模，透過此類貿易賺得許多金子、法幣等:461-483。美國駐華代辦艾哲遜於9月4日在重慶以呈國務卿1541號函，述瑞典人加斯塔夫·蘇得邦談話：「在山西共產黨地區種植鴉片所得之金錢，用以墊支共產黨的歲收，維持共產黨發行的貨幣，和購日本佔領區的商品……大部分鴉片似乎是在敵人控制的區域內出售或易貨」。中共以晉北及陝北鴉片栽種區域最廣，並以武裝部隊護送:41-117:263-298，將鴉片統一收購運至耀縣及柳林銷售:79-80，國民政府曾於1943年4月欲派內政部陝豫甘寧綏區煙毒檢查團赴陝北調查，遭蕭勁光拒絕:1452-1455
1941年4月，蘇聯與日本簽署《日蘇中立條約》、《共同宣言》，其宣言內有：「……蘇聯誓當尊重『滿洲國』之領土完整與神聖不可侵犯性 ,日本誓當尊重『蒙古人民共和國』之領土完整與神聖不可侵犯性」:4681-4682。中國共產黨表態全力支持日本與蘇聯對中國主權的條約:8-9。4月15日，《新華日報》發表社論聲援兩國條約，并重申日蘇兩國條約並未變更中國領土權，反而確保了兩地的安全。國民政府外交部王寵惠部長發表聲明，強調東北四省及外蒙均為中華民國之領土，《蘇日共同宣言》對中國絕對無效:757-758。
汪精卫政权则于1943年1月对英、美宣战。1943年5月12日，日軍為打通長江上游航線並摧破重慶門戶而向湖北西部國民革命軍守軍发动进攻，最终没能打通從長江進攻重慶必經的石牌要塞。因此，石牌战役被誉为中国的“斯大林格勒保卫战”。
1944年，日軍在太平洋戰場的形勢惡化，在中国内陆取得豫湘桂会战的胜利。之後，华中日軍乘胜追击，在第四次长沙会战中击败薛岳，一路追击至湖南省南部重镇衡陽。1945年1月，从衡阳南下的日军与从广州北上的日军打通了粤汉铁路。豫湘桂会战，日军以50万兵力投入到广阔的地区，竟使号称600万之众的国军损兵70万。战后，国军失守大小城市146座，沦陷国土20万平方公里，航空基地7个，机场36个，而遭日军奴役的国民不下6000万人:3-6。全国舆论哗然，各界痛斥。日軍虽然最終控制了華南交通動脈粵漢鐵路并打通「大陸交通線」，但却无法保证其使用顺畅，反而使得兵力分散的弱点更为突出。豫湘桂溃败的同时，中国远征军和中国驻印军发動了滇西缅北大反攻。1944年3月10日，盟军发动密支那战役，至1944年8月2日，攻佔密支那。其中在松山戰役中，日本一個联隊稱被全殲，被称為日本二戰亞洲戰場上的一次「玉碎戰」。
1945年7月16日，美國原子彈試爆成功，美國總統杜魯門乃與英國首相邱吉爾取得蔣中正同意，勸告日本投降。8月，國軍收復廣西全境，原本預定打通中國對外運輸要道，因為日本投降而無須實行。戰後，中華民國作為二戰戰勝國，参与创建了聯合國并成为5个联合国安全理事会常任理事国之一。然而戰爭結束後不久第二次國共內戰即爆发，使中華民国在战后对日谈判中陷入不利境地。

### 中国共产党

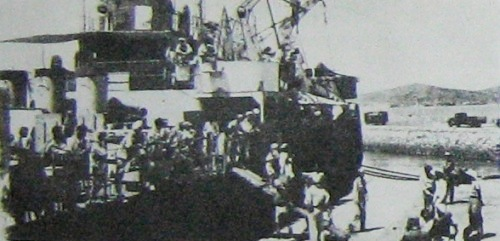
由美国总统特使乔治·卡特莱特·马歇尔批准使用美军舰船将中国共产党军队东江纵队由广东运往中国山东共产党控制区。图为东江纵队抵达烟台码头。

中国抗日战争期间，中国共产党奉蘇聯明確指示與中国国民党共組抗日民族统一战线的形式合作。与此同时，中共陕甘宁边区开展大生产运动，以解决自己的补给问题。
1935年，华北事变使中日民族矛盾上升为中国社会主要矛盾，引起国内和国际关系重大变化和各种政治力量重新组合。中国两个政權－－中華民國與中華蘇維埃共和國政策相应地发生变化。6月10日，中国共产党上海临时中央发表宣言，号召中国共产党各级组织必须与中国国民黨进行协作，共同抗日。8月1日，中国共产党驻共产国际代表团，在莫斯科奉蘇聯指示以中国共产党中央和中国苏维埃政府名义，发表《为抗日救国告全体同胞书》（即“八一宣言”），号召全國团结起来，停止内战，抗日救国，组织国防政府和抗日联军，並有力打擊閻錫山軍隊。接着，中国共产党中央于12月下旬在陕西省安定县瓦窑堡举行政治局会议，批判了中国共产党党内错误，通过《关于目前政治形势与党的任务决议》，确定了抗日民族统一战线策略方针。毛泽东又作了《论反对日本帝国主义的策略》之报告，系统地阐明了抗日民族统一战线之策略方针。
5月5日，中国共产党发表《停战议和一致抗日通电》，通電表示：中國共產黨「願意在一個月內與所有一切進攻抗日紅軍的武裝隊伍實行停戰議和，以達到一致抗日的目的」。呼吁南京国民政府“停止内战，双方互派代表，磋商抗日救亡具体办法”。
1936年8月，中国共产党中央根据形势之进一步变化，又发出《致中国国民党书》，明确提出挟民意以脅迫第二次国共合作，组成民族抗日统一战线，并把“抗日反蒋”口号改为“逼蒋抗日”。9月1日，中国共产党中央書記處向黨內發出《中央关于逼蒋抗日问题的指示》。在指示中，中国共产党放弃“抗日反蒋”，提出“逼蒋抗日”。
中国共产党設立之邊區政府、蒙古抗日遊擊隊等不受國民政府指揮之組織，也逐步壯大。敵後戰場大多為汪精卫政权的地方部隊。1937年12月14日，中共中央舉行政治會議，隨著日軍攻佔南京，毛澤東堅持獨立自主路線獲得黨內肯定，會議裡糾正以王明為首，所謂統一戰線團結抗日的右傾投降主義。
1938年1月15日，根據中央政府特別授權，晉察冀邊區政府在五台山正式成立，在山西、察哈爾及河北省共擁有10萬遊擊隊員:66；同日，蔣視察華北前線，在洛陽會晤八路軍總司令朱德和副總司令彭德懷:125。10月，国民革命军第十八集团军代表朱德提交国共两党举办抗日游击干部培训班的提议，并获得蒋中正同意。其后叶剑英、李涛等30多人代表中共军队前往执教。游击干部训练班共办7期，每期3个月，毕业学员共计5,659名。
中國抗日戰爭期間，中國共產黨于日占区（沦陷区）攻城掠地，擴充中國工農紅軍，在長江流域建立閩西、贛南、湘鄂、鄂豫皖、湘鄂西、閩浙贛等主要根據地，游擊區擴大到124縣個以上。
日本僅用少量資源即能引誘中國農工階層加入皇協軍隊伍，創造出大量不同名義的與日協作軍，在經濟上也誘惑資本受損的中國資產階級，向他們開放日軍佔領區的實業投資。面對這些因素，國民政府中開始不斷出現“中日和解”的聲音。日本態度轉變引起歐美國家與中國注意，其中歐美研判第三次近衛聲明的目標由中國轉向蘇聯，行動將有助於各國的利益，與慕尼黑協定類似，希望將日本戰火燃燒到蘇聯土地上，因而歐美各國開始向國民政府派遣遊説團勸説，希望蒋中正在各方利益沒有太大損失的情況下，與日本達成停戰協議。受此影響主张与日本媾和中國國民黨副總裁汪精衛到達越南。汪精卫發表“艷電”响应近卫声明，提出与日本“恢复和平”，在战争最紧张时，被视作公开叛国投降，打擊抗戰士氣。之後1939年發生「河內刺汪案」，蔣中正派出特務军统策划，企圖暗殺汪精卫而不果。汪精衛彻底投向日本，并于5月在上海与日本开展秘密谈判。蔣嚴正駁斥，明令通緝。
1940年12月26日，日本东条英机陆军大臣和杉山元参谋总长提出“不要单纯考虑南方，要确立以中国和北方问题为主的方针”，于1941年5月发动中條山會戰，以伤亡不到1万人的代价，造成国军5万多人伤亡，是抗战历史上中日双方伤亡最悬殊的战役之一。此后，八路军、新四军发起局部反攻，基本恢复1941年前的根据地范围:296-310。北京認為疆獨三區革命是近代史上具有重大歷史意義的民族民主革命運動，粉碎了帝國主義、專制獨裁的陰謀。伊寧市公園內有紀念疆獨三區革命烈士墓與紀念碑，由毛澤東題詞，並設立新疆三區革命歷史紀念館，占地6公頃。1944年，日軍在太平洋戰場的形勢惡化，兵力不足與運輸船隊遭美國獵殺使得戰爭物資緊缺；華北地區的資源生產遭到當地民兵與八路軍連續不斷的襲擾，絕大多數地區喪失了生產能力。此后，八路军、新四军发起局部反攻，基本恢复1941年前的根据地范围:296-310。此外，中共还派出王树声进军河南，派出王震进军湖南，开辟新的根据地。1944年3月5日至3月7日，新四军粟裕开始苏中1944年攻势作战，发起车桥战役，之后又陆续发动夏季攻势和秋季攻势，先后歼灭日伪军5万余人，攻克、逼退日伪据点60余处。
自1937至1945年，國民革命軍與日軍共进行了22次大型會戰、1,117次大型戰鬥、38,931次小型戰鬥，消灭日军450,000余人；中國約有35,000,000人死傷，經濟損失達6,000億美元。在抗日戰爭期間，中國共產黨與國民黨之間仍然發生多次摩擦，但總體上說維持了一致抗日的局面。中國共產黨亦發動多次敵後作戰，對日本的侵略起到了一定牽制作用。
1945年8月，蘇聯紅軍根據《雅爾塔協定》，隨即在8月8日對日宣戰，發動八月風暴行動，於8月9日出兵中國東北。此时日本关东军仅有70万人，部署在中国东北和朝鲜半岛，蘇聯紅軍則多达150万人投入到远东战场，雙方裝備懸殊。苏联对日作战1个多星期，佔领中国东北全境、日本南千岛群岛和朝鲜半岛北部。苏军撤出后，将大批军火弹药交给中共军队。8月15日，朱德并致牒英、美、蘇駐華大使，聲言國民政府無法代表中國接受日、偽軍投降，唯有延安總部才有權代表參加受降工作，並稱蔣介石為「法西斯頭子獨夫民賊」、「挑撥內戰」。

## 第二次國共內戰 (1946-1949)
抗日战争結束后，中國国民党和中國共产党曾在美國斡旋下展開和談。
1945年8月，新上任中國共產黨主席的毛澤東在美國大使陪同下到重慶與中國國民黨展開會談。10月，雙方代表簽定雙十協定。1946年初，双方举行政治协商会议，通过了和平建国纲领等协议。但和平被劃破，雙方再次爆發武裝衝突。国民党和共产党為争夺统治权，展开内战。1946年6月国军围攻中共李先念部，被认为是内战全面爆发的标志。然不甚为人所知的是，虽然双方已全面开战，此时中共代表仍在国府统治区继续合法活动，如周恩来本人直到1946年11月都在南京且时常拜会国民党领袖和高层。直至1947年3月，国民政府命令中共在重庆、南京、上海等地担任谈判、联络工作的全部代表和工作人员立即撤回延安，中共官方认为，此次驱逐标志着第二次国共合作彻底破裂、国府从此决意以武力而非和平手段解决共产党问题。值得注意的是，第二次国共内战国府仅用发布“戡乱总动员令”这一形式与中共开战，但自始至终从未明令讨伐中国共产党，这与第一次国共合作破裂时，国民政府明令“消灭共产党”完全不同。
1949年1月，三大戰役以国軍失敗結束。同月21日，總統蔣中正「下野」，國民政府由李宗仁任代總統，並派出以張治中為首之代表團於4月到北平和談。會談開始前，國民政府設想由國共組成聯合政府，軍事上劃江而治，解放軍不渡過長江。中国共产党会谈时，公布一个「四十三人战犯」名单，要求“国民党政府予以逮捕”。不仅蔣中正、李宗仁，连第三方的张君劢、曾琦，和无党派的王云五也上了榜成為「中国国民党战犯」，共产党方面正式提法是“举国闻名的头等战争罪犯”，并未言其属何党派，后1959年及历次特赦中称之为原属“蒋介石集团的战争罪犯”，并无“中国国民党战犯”之语。协议最后被国民政府拒绝。
4月21日，解放軍發動渡江战役，於4月23日攻下南京。10月1日，中國共产党正式在北京建立中華人民共和國中央人民政府，同時改變法統，未得將軍令許可不准擅自還擊。中國國民黨則將中華民國政府從南京遷往廣州，12月8日從重慶遷往台北，離開中國大陸，台湾海峡两岸開始分治对抗。雙方軍事對立：中國共產黨意欲「解放台灣」，中國國民黨意欲「光復大陸」。1949年12月24日，中华人民共和国中央人民政府政务院将日本发布投降诏书的8月15日定为“八一五抗战胜利纪念”。

## 現狀
1979年，中華人民共和國政府实行改革开放政策，全国人民代表大会常务委员会以委员长叶剑英名义发表《告台灣同胞書》；以「和平統一，一国两制」取代過去「武力解放」，1982年中共單方面提出解决两岸分裂状态主张的《臺灣問題白皮书》。
1987年，中華民國政府解嚴，允許台灣人民到中國大陸探亲。许多老兵回到中國大陸家乡探親。兩岸重新開放交流，避免再引起衝突。
1991年5月1日，中華民國政府公告《中華民國憲法增修條文》，明確界定了中華民國人民區分為自由地區人民與大陸地區人民，而國民權利義務限縮成僅自由地區人民具有，形同凍結大陸地區人民的權利義務。
2005年3月28日下午，中国国民党副主席江丙坤率团抵达广州，正式揭开离开大陆60年的中國國民黨访中国大陆行程的序幕。也正式宣告国共两党一泯恩仇、为推进台湾海峡两岸关系步向和平而展开平等性对话的开始。同年4月26日至5月3日，中国国民党代表团在主席连战的带领下访问大陆，参訪了南京、北京、西安和上海，並在北京和中国共产党领导人会谈。
2007年10月16日，中共中央总书记胡錦濤在中共十七大開幕式發表首次政治報告，呼籲台灣當局執政黨在「一個中國」原則的基礎上，協商正式結束兩岸敵對狀態，達成和平協議，構建兩岸和平發展框架和開放，開創兩岸關係和平發展新局面。
2020年10月6日，国民党立法院党团于立法院会提出“政府应请求美国协助抵抗中共”和“台美复交”两项提案，立法院会无异议通过。中共中央台湾工作办公室发言人朱凤莲表示，国民党有关人要明辨是非，不要做损害中华民族根本利益和两岸关系和平稳定的事。

### 函电往来
- 1988年7月，中国国民党召开十三全，时任中共中央总书记赵紫阳致电李登辉，祝贺他当选中国国民党主席，“由衷期望贵我两党与全国同胞一道，为早日完成中国统一大业而共同努力”[81]。这是中共首次致电祝贺国民党主席当选。
- 1993年8月，中国国民党召开十四全，时任中共中央总书记江泽民致电李登辉祝贺他连任国民党主席。
- 1997年8月，中国国民党召开十五全，中共中央致电中国国民党中央委员会祝贺国民党十五全召开。
- 2001年7月，中国国民党召开十六全，中共中央致电中国国民党中央委员会以及党主席连战祝贺国民党十六全召开。
- 2005年7月，时任中共中央总书记胡锦涛致电马英九祝贺他当选国民党主席。马英九复电感谢。同年8月，中国国民党召开十七全，中共中央致电中国国民党中央委员会以及党主席马英九祝贺国民党十七全召开。国民党中央复电感谢。时任中共中央总书记胡锦涛致电连战，祝贺担任中国国民党荣誉主席。连战复电感谢[82]。
- 2007年4月，时任中共中央总书记胡锦涛致电吴伯雄祝贺他当选国民党主席。吴伯雄复电感谢。
- 2009年7月，时任中共中央总书记胡锦涛致电马英九祝贺他当选国民党主席。马英九复电感谢。同年10月17日，中国国民党召开十八全，中共中央致电中国国民党中央委员会以及党主席马英九祝贺国民党十八全召开。国民党中央复电感谢[83]。中共中央总书记胡锦涛分别致电连战、吴伯雄，分别祝贺续任担任中国国民党荣誉主席。连战、吴伯雄分别复电感谢[84][85]。
- 2012年11月，中共十八大召开，中国国民党中央致电中共中央祝贺中共十八大召开。中共中央复电感谢[86]。国民党主席马英九分别致电国家主席胡锦涛、中共中央总书记习近平，表示胡锦涛主席为改善发展两岸关系作出重大贡献，祝贺习近平当选中共中央总书记。胡锦涛主席、习近平总书记分别复电感谢。
- 2013年7月，中共中央总书记习近平致电马英九祝贺他连任国民党主席。马英九复电感谢。同年11月10日，中国国民党召开十九全，中共中央致电中国国民党中央委员会祝贺国民党十九全召开[87]。中共中央总书记习近平分别致电连战、吴伯雄，祝贺续任中国国民党荣誉主席。连战、吴伯雄分别复电感谢。
- 2015年1月，中共中央总书记习近平致电朱立伦祝贺他当选国民党主席。朱立伦复电感谢[88]。
- 2016年3月，中共中央总书记习近平致电洪秀柱祝贺她当选国民党主席。洪秀柱复电感谢[89]。
- 2017年5月，中共中央总书记习近平致电吴敦义祝贺他当选国民党主席。吴敦义复电感谢[90]。
- 2017年10月，中共十九大召开，中国国民党中央致电中共中央祝贺中共十九大召开[91]。中共中央复电感谢。国民党主席吴敦义电贺习近平连任中共中央总书记，习近平复电感谢[92]。
- 2021年9月，中共中央总书记习近平致电朱立伦祝贺他当选国民党主席。朱立伦复电感谢[93]。

## 國共高層會面
- 辜汪會談
- 兩岸兩會高層會談
- 王張會（2次兩岸事務首長會議和1次APEC會後會面）
- 夏張會（2次兩岸事務首長會議）

2005年4月29日，中國國民黨主席連戰與中共中央總書記胡錦濤會面，是60年來國共兩黨領導人首次會談，稱為第一次連胡會，又稱和平之旅、破冰之旅。
2006年4月16日，國民黨榮譽主席連戰與中共中央總書記胡錦濤會面，連戰等台灣各界人士出席第一屆兩岸經貿文化論壇，胡錦濤對兩岸關係發展提出四點建議，稱為第二次連胡會。
2007年4月28日，國民黨榮譽主席連戰與中共中央總書記胡錦濤會面，並共同會見參加第三屆兩岸經貿文化論壇的全體代表，稱為第三次連胡會。
2008年4月12日，兩岸共同市場基金會董事長蕭萬長與中共中央總書記胡錦濤在亞洲博鰲論壇會面，稱為蕭胡會，又稱融冰之旅。
2008年4月29日，國民黨榮譽主席連戰與中共中央總書記胡錦濤會面，稱為第四次連胡會。
2008年5月28日，國民黨主席吳伯雄與中共中央總書記胡錦濤會面，稱為第一次吳胡會。同年6月便有首度的「江（炳坤）陳（雲林）會」登場，同年12月，兩岸基本實現直接「三通」。
2008年8月8日，國民黨榮譽主席連戰與中共中央總書記胡錦濤會面，胡錦濤對連戰前來出席北京奧運會開幕式表示歡迎，並再次對台灣各界支援大陸同胞抗擊四川汶川大地震表示衷心感謝，稱為第五次連胡會。
2008年11月21日，台灣方面代表連戰與中國大陸代表胡錦濤在秘魯利馬APEC領導人非正式會議期間會面，胡錦濤指出國際金融危機正從局部向全球蔓延，兩岸更應加強溝通，積極推動互惠互利的經貿合作，努力化挑戰為機遇，稱為第六次連胡會。
2009年5月26日，國民黨主席吳伯雄與中共中央總書記胡錦濤會面，稱為第二次吳胡會。隔年6月29日，海基、海協兩會完成ECFA的簽署，開啟兩岸經濟合作的新階段。
2009年11月14日，台灣方面代表連戰與中國大陸代表胡錦濤在新加坡APEC領導人非正式會議期間會面，胡錦濤表示希望爭取年內啟動兩岸經濟合作框架協議協商進程，也要為今後共同破解政治難題積極創造條件，稱為第七次連胡會。
2010年4月29日，國民黨榮譽主席連戰與中共中央總書記胡錦濤會面，連戰等台灣各界人士出席上海世博會開幕式，稱為第八次連胡會。
2010年11月13日，台灣方面代表連戰與中國大陸代表胡錦濤在日本橫濱APEC領導人非正式會議期間會面，稱為第九次連胡會。
2011年11月11日，台灣方面代表連戰與中國大陸代表胡錦濤在美國夏威夷檀香山APEC領導人非正式會議期間會面，稱為第十次連胡會。
2012年9月7日，台灣方面代表連戰與中國大陸代表胡錦濤在俄羅斯符拉迪沃斯托克APEC領導人非正式會議期間會面，稱為第十一次連胡會。
2013年2月25日，國民黨榮譽主席連戰與中共中央總書記習近平在北京人民大會堂會面，稱為第一次連習會。
2013年2月26日，國民黨榮譽主席連戰與中共中央總書記胡錦濤在北京人民大會堂會面，稱為第十二次連胡會。
2013年4月8日，兩岸共同市場基金會榮譽董事長蕭萬長與中共中央總書記習近平在亞洲博鰲論壇會面，稱為第一次蕭習會。
2013年6月13日，國民黨榮譽主席吳伯雄與中共中央總書記習近平會面，稱為吳習會。
2013年10月6日，台灣方面代表蕭萬長與中國大陸代表習近平在印尼峇里島APEC領導人非正式會議期間會面，稱為第二次蕭習會。
2014年2月18日，國民黨榮譽主席連戰與中共中央總書記習近平在釣魚台國賓館會面，稱為第二次連習會。
2014年4月11日，兩岸共同市場基金會榮譽董事長蕭萬長與中國大陸國務院總理李克強在亞洲博鰲論壇會面，稱為第一次蕭李會。
2014年11月9日，台灣方面代表蕭萬長與中國大陸代表習近平在北京APEC領導人非正式會議期間會面，稱為第三次蕭習會。
2015年3月28日，兩岸共同市場基金會榮譽董事長蕭萬長與中共中央總書記習近平在亞洲博鰲論壇會面，但是僅有5分鐘，目標為讓台灣參與經濟整合及加入亞投行，稱為第四次蕭習會。
2015年5月4日，國民黨主席朱立倫與中共中央總書記習近平會面，稱為朱習會。 
2015年9月1日，國民黨前主席連戰與中共中央總書記習近平會面，連戰等台灣政界人士出席北京「九三」大閱兵，稱為第三次連習會。

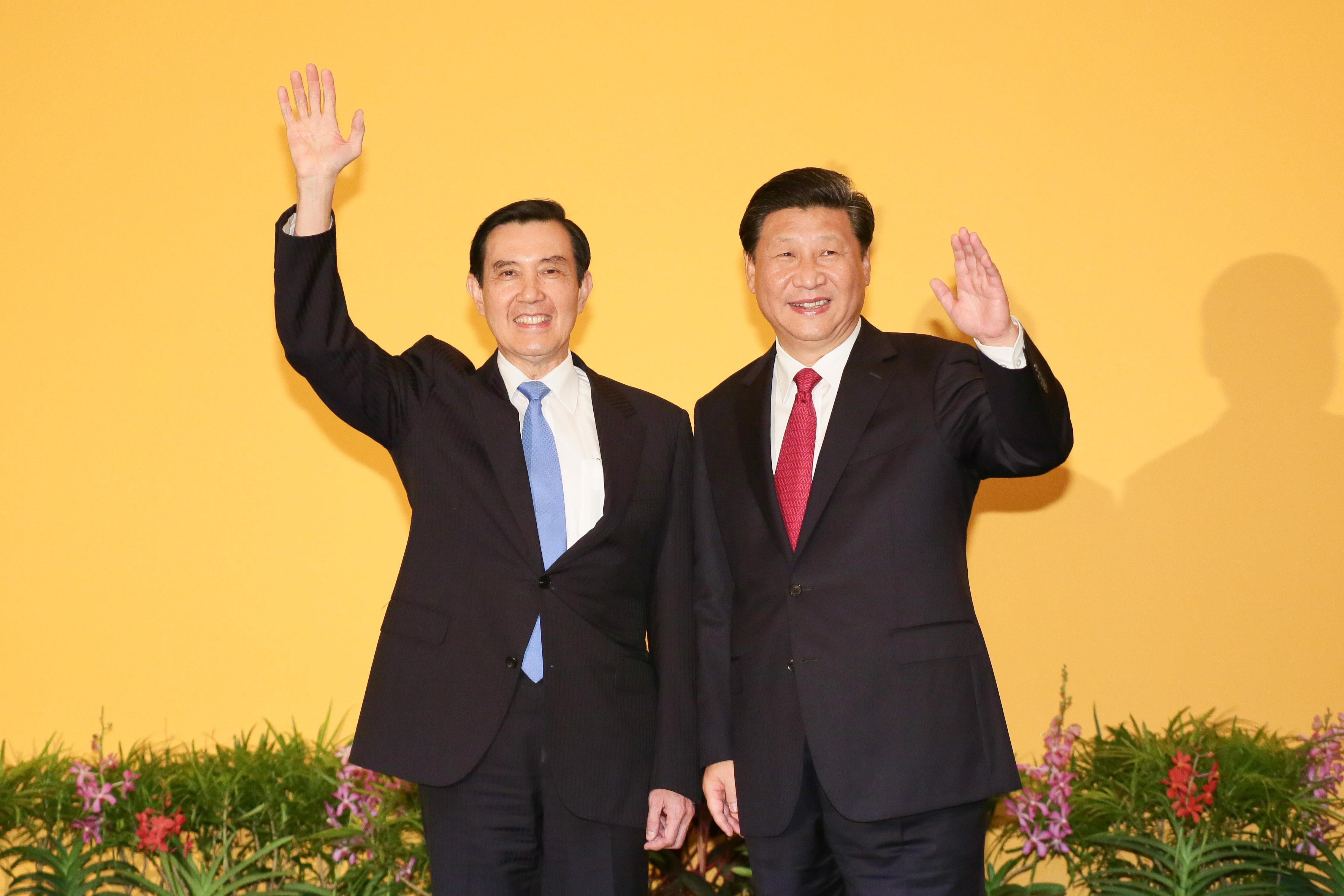
馬習會

2015年11月7日，台灣領導人馬英九與大陸領導人習近平在新加坡會面，是兩岸分治66年來兩岸最高領導人的首次會談，稱為兩岸領導人會面或第一次馬習會。
2015年11月18日，台灣方面代表蕭萬長與中國大陸代表習近平在菲律賓馬尼拉APEC領袖國宴上會面，交談長達5分鐘以上，隨後美國總統歐巴馬也加入對話，是美陸台三方領袖代表的首度對話，稱為蕭習歐會或第五次蕭習會。
2016年3月24日，兩岸共同市場基金會榮譽董事長蕭萬長與中國大陸國務院總理李克強在亞洲博鰲論壇會面，稱為第二次蕭李會。
2016年11月2日，國民黨主席洪秀柱與中共中央總書記習近平會面，並出席兩岸和平發展論壇（前身兩岸經貿文化論壇），稱為第一次洪習會。
2017年3月25日，兩岸共同市場基金會榮譽董事長蕭萬長與中國大陸國務院副總理張高麗在亞洲博鰲論壇會面，稱為蕭張會。
2018年4月10日，兩岸共同市場基金會榮譽董事長蕭萬長與中共中央總書記習近平在亞洲博鰲論壇會面，稱為第六次蕭習會。
2018年7月13日，國民黨前主席連戰與中共中央總書記習近平會面，稱為第四次連習會。
2019年3月27日，兩岸共同市場基金會榮譽董事長蕭萬長與中國大陸國務院總理李克強在亞洲博鰲論壇會面，稱為第三次蕭李會。
2019年5月13日，國民黨前主席洪秀柱與中共中央總書記習近平會面，稱為第二次洪習會。
2022年2月4日，國民黨前主席洪秀柱率團訪問中國大陸參與冬奧開幕式。
2023年3月27日，國民黨前主席馬英九率團訪問中國大陸進行祭祖、交流行程。
2024年4月1日，國民黨前主席馬英九率團訪問中國大陸進行訪問、交流行程，期間與中共中央總書記習近平在北京會面，稱為第二次馬習會。
2024年12月18日，國民黨前主席馬英九率團訪問中國大陸參與海峽兩岸青年冰雪節。
2025年6月14日，國民黨前主席馬英九率團訪問中國大陸參與海峽論壇。

## 國共和解論
台灣統派人士建議，兩黨應結束敵對狀態，最早起源於連胡會雙方達成「促进正式结束两岸敌对状态」的共識。
- 2014年，旺旺中時媒體集團創辦人蔡衍明表示，建議國共兩黨發表「和解宣言」。[96]
- 2014年，新黨主席郁慕明與新同盟會長許歷農率團訪問中國大陸會見中國共產黨中央委員會總書記習近平，認為：「『一國兩制』將現在的『國』拉升到『民族』層次，是一個中華民族創造一個新中國，這話沒有不對」[97][98][99]。
- 2016年，臺灣高中課綱檢核小組召集人王曉波表示，國民黨唯一的出路，就是「國共合作、和平統一」。[100]
- 2017年，新黨大老暨新同盟會長許歷農表示，「不再反共，促兩岸統一」。[101]
- 2019年，國民黨主席吳敦義表示，未來執政將洽簽和平協議。[3]